# Albin Linnér
Albin Linnér, född 14 februari 1999 i Danderyd, är en svensk fotbollsspelare som spelar för Täby FK.

## Klubbkarriär
Linnérs moderklubb är Stocksunds IF. Han spelade därefter juniorfotboll i IF Brommapojkarna och FC Djursholm. Efter att ha provtränat med AIK:s U19-lag skrev Linnér i december 2017 på ett 2 år långt juniorkontrakt med klubben.
Den 21 januari 2017 debuterade Linnér i A-lagets träningsmatch mot Vasalunds IF där han blev inbytt i halvtid. I den 48:e matchminuten efter 3 minuter på plan gjorde Linnér sitt första mål i AIK-tröjan. Den 29 maj 2017 blev Linnér för första gången uttagen i en Allsvensk matchtrupp då AIK tog emot Malmö FF på Friends Arena.
I november 2018 blev Linnér inbjuden till provspel med den allsvenska klubben GIF Sundsvall som visade intresse, men istället blev det den 23 december 2018 klart att Linnér skrivit på ett tvåårsavtal för IF Brommapojkarna. Linnér gjorde sin Superettan-debut den 30 mars 2019 i en 2–1-förlust mot Västerås SK, där han blev inbytt i den 72:a minuten mot Eric Johana Omondi.
I februari 2021 värvades Linnér av AFC Eskilstuna. I december 2021 gick Linnér till seriekonkurrenten Landskrona BoIS, där han skrev på ett treårskontrakt. I november 2022 kom Linnér överens med Landskrona BoIS om att bryta kontraktet i förtid.
I mars 2023 blev Linnér klar för spel i Täby FK. I november 2023 förlängde han sitt kontrakt i klubben med ett år.

## Landslagskarriär
Linnér debuterade i det svenska P18-landslaget den 30 augusti 2017 då han blev inbytt i den 90:e matchminuten i en 4–2-förlust mot Danmark. Under säsongen 2017 gjorde han två U19-landskamper.

## Privatliv
Albin Linnér är yngre bror till fotbollsmålvakten Oscar Linnér som spelar i FC Petrolul Ploiești.